# Потішко Василь Якович
Потішко Василь Якович (4 квітня 1895, с. Лабунь, Житомирська область — 5 березня 1991, Баффало, США) — інженер-економіст, член Української Центральної Ради, член-засновник Української Головної Визвольної Ради.

## Біографія
У 1917 р. прапорщик, представник фронту на І Всеукраїнському військовому з'їзді. Член Українського генерального військового комітету та Української Центральної Ради. Належав до Української партії соціалістів-революціонерів.
За радянської влади — економіст Гіпросельбуду і Укрплодспілки. 1931 р. засуджений у справі Українського національного центру.
В роки Другої світової війни співпрацював із націоналістичним рухом, член-засновник Української Головної Визвольної Ради.
У 1949 р. В.Потішко разом з дружиною Галиною переїхав до Баффало, де постійно проживав і до глибокої старости був активним в організованому громадському та політичному житті. Співпрацював з редакцією «Літопису УПА». Похований на цвинтарі св. Андрія Первозванного в Баунд-Бруці.